# Kriepostnaja
Kriepostnaja (ros. Крепостная) – stanica w Rosji, w Kraju Krasnodarskim, w rejonie siewierskim. W 2010 liczyła 785 mieszkańców.